# Anthon van der Horst

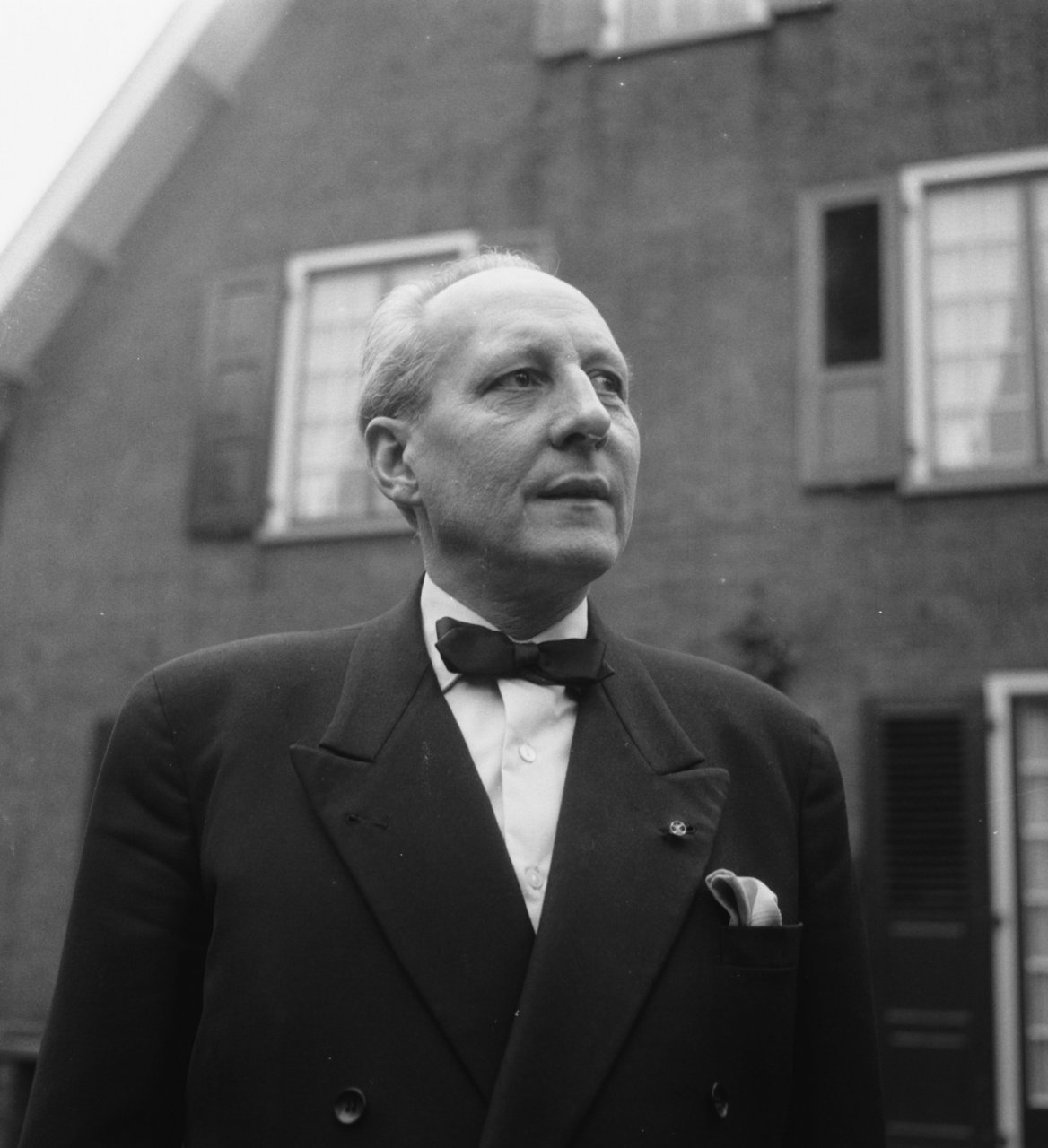
Anthon van der Horst

Anthon van der Horst (* 20. Juni 1899 in Amsterdam; † 7. März 1965 in Hilversum) war ein niederländischer Organist, Dirigent, Komponist und Musikpädagoge. Von 1931 bis 1965 war er Leiter der Nederlandse Bachvereniging.

## Leben
Van der Horst erhielt seine musikalische Ausbildung unter anderem bei Jean-Baptiste de Pauw. 1921 war er an der Gründung des Musiklyzeums in Amsterdam beteiligt, an dem er von 1922 bis 1927 als Dozent wirkte. 1927 übernahm er die Leitung des Musiklyzeums in Hilversum, 1935 wurde er Hauptlehrer für Orgel am Konservatorium in Amsterdam. Zeitweilig unterrichtete er auch als Hauptlehrer für Chor- und Orchesterleitung. Er hatte seinerzeit großen Einfluss auf die Ausbildung niederländischer Organisten: Zu seinen Schülern zählen Piet van Amstel, Bernard Bartelink, Jan J. van den Berg, Piet Kee, Albert de Klerk, Frits Mehrtens, Piet Post, Kees de Wijs und Charles de Wolff.
1931 übernahm van der Horst als Nachfolger des erkrankten Evert Cornelis den Vorsitz der Nederlandse Bachvereniging und bis kurz vor seinem Tod die Karfreitags-Aufführungen von Bachs Matthäus-Passion und der h-Moll-Messe in der Grote Kerk in Naarden, die zahlreiches Publikum aus dem In- und Ausland anzogen. Van der Horst war ständiger Organist an der Kirche in Naarden. Daneben war er Dirigent der Königlichen Oratorien-Vereinigung in Amsterdam, des Haager Chors Excelsior, des Chors Sursum Corda in Leiden und der Christlichen Oratorien-Vereinigung zu Utrecht. Er spielte mehrere Schallplatten ein, unter anderem mit dem Concertgebouw-Orchester und dem Amsterdamer Kammerorchester.

## Auszeichnungen
1919 wurde van der Horst im Concertgebouw in Amsterdam als erster in den Niederlanden mit dem Prix d'Excellence für Orgel ausgezeichnet. Als bedeutender Kenner der Bach'schen Kirchenmusik erhielt er 1948 die theologische Ehrendoktorwürde der Reichsuniversität Groningen.

## Werke
Zu van der Horsts Hinterlassenschaft gehören über hundert Kompositionen, vor allem für Orgel, Klavier und Chor, aber auch Lieder für Sologesang, drei Symphonien, zwei Orgelkonzerte und ein Violinkonzert.